# Tension des cordes
En théorie des cordes, les cordes sont des objets physiques qui possèdent une tension similaire à celle d'un élastique et qui est responsable de leur tendance à vouloir minimiser la surface d'univers qu'elles décrivent au cours de leur évolution dans le temps. Cette tension de cordes, notée universellement {\displaystyle \alpha '}, représente la seule constante dimensionnée de cette théorie. Elle fixe donc l'unité naturelle dans laquelle toutes les autres échelles sont mesurées. En particulier la masse de Planck lui est reliée de façon naturelle dans ce cadre.

## Note et référence
1. ↑  « Tension dans les cordes: physiques, forces | StudySmarter », sur StudySmarter FR (consulté le 15 juin 2025)